# Никита Васильевич I
Никита Васильевич 1-й (в монашестве Никифор) — протопоп, настоятель Благовещенского собора Московского кремля, духовник царя Михаила Фёдоровича.

## Биография
В 1635 году, после смерти царского духовника Максима, назначен на должность протопопа Благовещенского собора и царского духовника. В скором времени после назначения, упоминается, когда нёс в Золотую царицыну палату из Благовещенского собора золотой крест, и держал его для целования царём, при приёме послов польского короля, в доказательство пребывания с ним в мире и согласии. Он же присутствует у царя за обедом даваемого в честь послов "в скамее".
В июне 1644 года, вместе с Иосифом Наседкой принимает на некоторое время участие в прениях о вере, возникших по делу королевича Вальдемара и царевны Ирины Михайловны. После неудачного состязания с пастором королевича — Фельгабером о крещении, вследствие недостаточного знания филологии, приведённый при этом в смущение, более не принимал участия в дальнейших прениях о вере.
После смерти царя Михаила Фёдоровича, недолго оставался настоятелем Благовещенского собора и царским духовником, в сентябре 1645 года его место занял Стефан Вонифатьев. Сам Никита Васильевич постригся в монашество в Троице-Сергиевом монастыре с именем Никифора, пожертвовав монастырю вклад в 100 рублей.